# Мантисса (роман)
«Мантисса» (англ. Mantissa) — роман английского писателя Джона Фаулза, опубликованный в 1982 году. Роман состоит, по большей части, из диалога писателя Майлза Грина с музой Эрато. Этот разговор происходит в изолированной больничной палате, которая является либо метафорой креативного сознания, либо соответствует реальности. Параллельно развивается сюжет книги, которую Грин хотел бы написать.
По ходу произведения герои Фаулза обсуждают различные философские проблемы, такие как место и роль автора или его взаимоотношения с текстом. Это дало писателю Дэвиду Лоджу основание назвать «Мантиссу» метароманом. В конце романа Фаулз приводит определение из Оксфордского словаря: мантисса — «добавление сравнительно малой важности, особенно к литературному тексту или рассуждению». По мнению литературоведа Леонида Баткина, этот роман — дополнение к предыдущему творчеству писателя, однако не малой (здесь Фаулз снова играет), а исключительной важности. Баткин понимает «Мантиссу» как роман о процессе рождения литературного произведения. Исходная амнезия в пустой больничной палате представляет собой аллегорию ничто, из которого рождается замысел, а совокупление становится отправным пунктом для «зачатия» и «рождения» романа. По мнению Джона Леонарда, описавшего «Мантиссу» как «удивительно скучный роман, ставший его [Фаулза] местью критикам, которые совершили грех непонимания», мантиссой может быть сам роман, а могут быть, по задумке автора, и критики.